# Apelotonamiento rojo

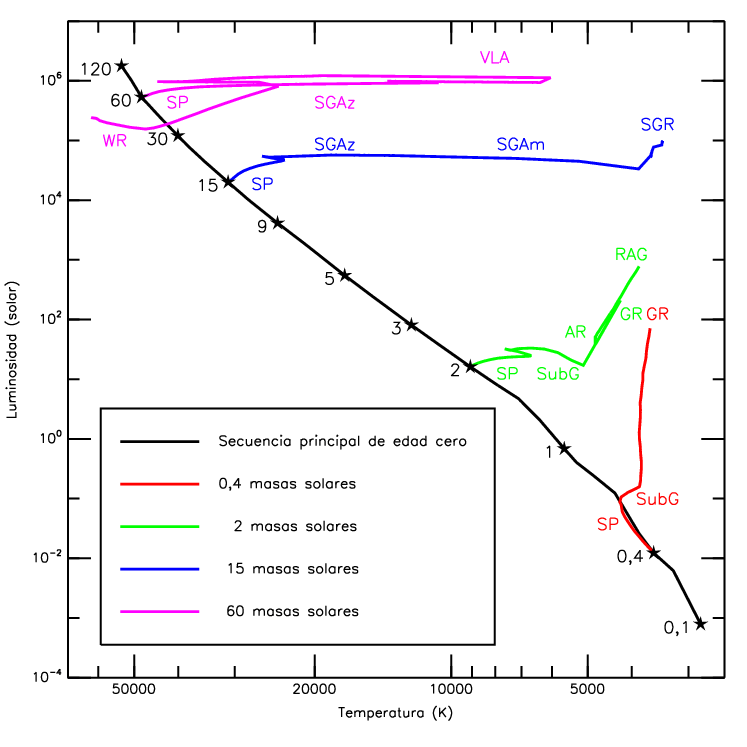
Evolución de estrellas de distintas masas representadas en el diagrama de Hertzsprung-Russell. La fase del apelotonamiento rojo aparece marcada como AR para el caso de una estrella de 2 masas solares.

El apelotonamiento rojo (red clump en inglés) es una de las fases tardías de la evolución estelar de las estrellas de masa intermedia (0,5 MSol < M < 9-10 MSol) y alta metalicidad. Esta fase está situada a la derecha y algo por encima en el diagrama de Hertzsprung-Russell con respecto a la parte central-inferior de la secuencia principal (donde estas estrellas comienzan su vida), lo que implica que son objetos de baja temperatura y luminosidad intermedia. De ahí, que los radios de las estrellas del apelotonamiento rojo sean mucho mayores que los de las estrellas de la secuencia principal. 
Este periodo en la fase de una estrella se corresponde con el quemado de helio en su núcleo y va precedido por la fase de gigante roja (donde se quema hidrógeno en una capa alrededor de un núcleo inerte de helio). Compárese esto con la fase de secuencia principal, en la que se quema hidrógeno en el núcleo.
Los modelos predicen que las luminosidades absolutas de las estrellas del apelotonamiento rojo son relativamente independientes de su masa y metalicidad, por lo que pueden ser usadas para estimar su distancia. Este método se aplica con frecuencia a cúmulos situados en la Vía Láctea y a objetos situados en galaxias cercanas.